# Кубок мира по вольной борьбе 1985
Кубок мира по вольной борьбе 1985 года прошёл 30—31 марта в Толидо (США) на арене «Сентенниел-Холл». Соревнования проводились под эгидой ФИЛА и Союза спортсменов любителей США. Обладателем кубка мира стала сборная СССР. С 1973 года этот турнир проходит ежегодно как командный турнир в формате матчевых встреч четырёх, пяти или шести команд-победительниц предыдущего чемпионата мира.

## Командный Зачёт
| Место | Страна |   |
| ----- | ------ | - |
| 1     | СССР   | 8 |
| 2     | США    | 1 |
| 3     | Япония | 1 |
| 4     | Куба   |   |

## Победители в личном зачёте
| до 48 кг     | Александр Доржу   |
| до 52 кг     | Мицуро Сато       |
| до 57 кг     | Сергей Белоглазов |
| до 62 кг     | Виктор Алексеев   |
| до 68 кг     | Арсен Фадзаев     |
| до 74 кг     | Дейв Шульц        |
| до 82 кг     | Владимир Модосян  |
| до 90 кг     | Роберт Тибилов    |
| до 100 кг    | Аслан Хадарцев    |
| свыше 100 кг | Брюс Баумгартнер  |